# كوسوليكا

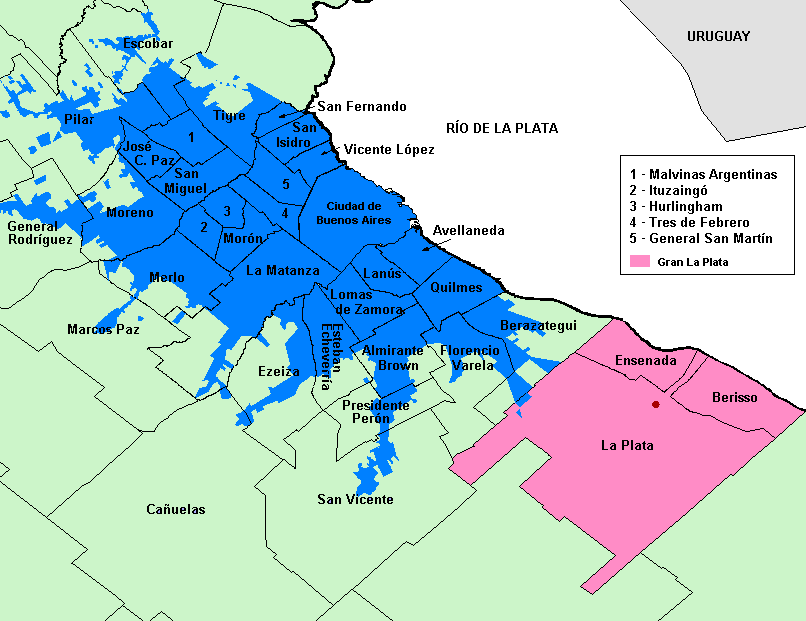
باللون الأزرق، بوينس آيرس الكبرى حيث تطورت الكوسوليكية

كوسوليكا هي إحدى اللغات المندثرة، وهي خليط من اللغتين الإيطالية والإسبانية، التي كان يتحدث بها العديد من الإيطاليين النازحين إلى الأرجنتين، وبالأخص في بوينس آيرس. في العقود الأخيرة من القرن العشرين، تم استبدالها أو تطورت إلى لونفاردو.

## التاريخ
في الفترة ما بين عام 1880 وعام 1900 انتقل الكثير من النازحين من إيطاليا إلى الأرجنتين. غالبيتهم كانوا من الطبقة الكادحة ولم يكن لديهم معرفة باللغة الاسبانية، ولأنهم احتكوا مع القاطنين المحليين ـالكريلوس والغوكوسـ نشأت لغة الكوسوليكا، المتضمنة للكلمات الإيطالية والإسبانية وغلبت عليها اللكنة الإيطالية. آنذاك تحدث حوالي 40 % من سكان بوينس آيرس الكوسوليكية. أما الأجيال اللاحقة تعلمت اللغة الإيطالية بسبب احتكاكها مع السكان المحليين أو في المدارس أو في العمل أو الخدمة العسكرية. وهكذا ومع مرور الوقت بدأت اللغة الكوسوليكية بالإندثار. لكن اللغة الكوسوليكية ما زالت حية في بعض المنشورات على سبيل المثال لداريو فيتوري، وفي كلامات أغاني تانجو الريوبلاتنيس، وفي مفردات لغة لانفاردو العامية وهي مزيج من الأرجنتينية والأوروغوية.

## روابط خارجية
- Etimología de "cocoliche" (بالاسبانية)
- Lunfardo: Slang of Buenos Aires (بالإنجليزية)
- Literatur in und über Cocoliche im Katalog des Ibero-Amerikanisches Institut in Berlin بالالمانية